# Joan Vinyoli
Œuvres principales
Passeig d'aniversari
Joan Vinyoli i Pladevall, né le 3 juillet 1914 à Barcelone et mort le 30 novembre 1984  à Barcelone, est un poète espagnol d'expression catalane.
En 1982 il a reçu la Creu de Sant Jordi, distinction décernée par la Generalitat de Catalogne, ainsi que le Prix national de Poésie de façon posthume, en 1985.

## Biographie
Joan Vinyoli naît à Barcelone en 1914 dans une famille aisée mais le père, médecin, meurt peu de temps après la naissance de sa sœur en 1919 ce qui l'obligera à travailler dès ses seize ans dans la maison d'édition qu'il ne quittera qu'à la retraite.
De 1922 à 1935, il passe ses vacances dans la petite localité catalane de Santa Coloma de Farnes qui éveillera en lui son instinct de poète.
Au début des années 30, il publie ses premiers poèmes à Barcelone et traduit Rainer Maria Rilke. Il rencontre le poète Carles Riba qui aura une grande influence sur sa poésie. En 1937, en pleine guerre civile espagnole, il publie Primer desenllaç (Premier dénouement).
En 1945 il épouse Teresa Sastre, avec laquelle il aura trois enfants. En 1956 il publie un livre intitulé El Callat (Le Muet), précédé d’un long prologue où il réfléchit à sa poésie et donne plusieurs clés pour comprendre l’évolution de son œuvre.
En novembre 1984, il meurt des suites d’une polyneuropathie.

## Œuvres
- Primer desenllaç (1937) Ed. Residència d'estudiants.
- De vida i somni (1948) Ariel.
- Les hores retrobades (1951) Els llibres de l'Óssa Menor.
- El Callat (1956) Els llibres de l'Óssa Menor.
- Realitats (1963) Els llibres de l'Óssa Menor.
- Tot és ara i res (1970) Edicions 62.
- I encara les paraules (1973) Edicions 62 — Prix Lletra d'Or 1974
- Ara que és tard (1975) Edicions 62.
- Poesia completa 1937-1975 (1975) Ariel.
- Vent d'aram (1976) Proa.
- Llibre d'amic (1977) La Gaya Ciencia.
- El griu (1978) La Magrana.
- Obra poètica 1975-1979 (1979) Ed. Crítica.
- Cercles (1980) Barcelona: Edicions 62.
- A hores petites (1981) Ed. Crítica.
- Antologia poètica (1981) Proa.
- Domini màgic (1984) Empúries.
- Passeig d'aniversari (1984) Empúries — Prix national de Poésie 1985
- Cants d'Abelone (1987) Empúries.
- Obra poètica completa (2001) Col·lecció Clàssics Catalans. Edicions 62, Diputació de Barcelona.

## Traductions en français
- Promenade d'anniversaire, traduit du catalan par Patrick Gifreu, éd. bilingue, Éditions de la Différence, coll. « Orphée », Paris, 1990.